# Burnham Thorpe
Burnham Thorpe è un piccolo villaggio e parrocchia civile sul fiume Burn e vicino alla costa, nel Norfolk in Inghilterra.
È famoso per essere stato il luogo di nascita dell'ammiraglio Horatio Nelson, vincitore della battaglia di Trafalgar e uno dei più grandi eroi britannici. All'epoca della sua nascita il padre di Nelson era il rettore della chiesa di Burnham Thorpe, e sia la sua casa natia, che la chiesa sono ancora visibili.